# Dave McPherson
David (Dave) McPherson (Paisley, 28 januari 1963) is een Schots voormalig voetballer.

## Clubcarrière
De verdediger begon bij Gartcosh United en boekte vooral succes bij Rangers FC en Heart of Midlothian. Na een korte periode in Australië besloot hij zijn loopbaan als speler-coach bij Greenock Morton FC.

## Interlandcarrière
Voor het Schots voetbalelftal speelde McPherson 27 wedstrijden en hij maakte deel uit van de Schotse selecties voor het wereldkampioenschap voetbal 1990 en het Europees kampioenschap voetbal 1992.